# Đèo Đa Mi
Đèo Đa Mi là đèo trên Quốc lộ 55 ở vùng đất xã Đa Mi huyện Hàm Thuận Bắc tỉnh Bình Thuận, Việt Nam .
Quốc lộ 55 được nâng cấp từ đường tỉnh 55. Đường tỉnh 55 có đoạn từ xã La Ngâu lên thành phố Bảo Lộc được mở lại, trong đó có đoạn được hình thành từ đường phục vụ thi công Thủy điện Hàm Thuận - Đa Mi.
Hiện nay đoạn Quốc lộ 55 từ ngã ba Tân Minh huyện Hàm Tân lên thành phố Bảo Lộc có chất lượng tốt, được giới du lịch mạo hiểm ưa chuộng.